# Episodi di 800 Words (terza stagione)
La terza stagione della serie televisiva 800 Words, composta da 16 episodi, viene trasmessa in Australia su Seven Network in due parti; la prima dal 12 settembre al 24 ottobre 2017, mentre la seconda dal 14 agosto al 2 ottobre 2018.
In Italia, la stagione è andata in onda in prima visione satellitare su Fox Life, canale a pagamento della piattaforma Sky, dal 17 marzo al 5 maggio 2019.
| n°      | Titolo originale | Titolo italiano                | Prima TV Australia | Prima TV Italia |
| Parte 1 | Parte 1          | Parte 1                        | Parte 1            | Parte 1         |
| ------- | ---------------- | ------------------------------ | ------------------ | --------------- |
| 1       | Episode 1        | Il naufragio                   | 12 settembre 2017  | 17 marzo 2019   |
| 2       | Episode 2        | Fiocco azzurro a Weld          | 19 settembre 2017  | 17 marzo 2019   |
| 3       | Episode 3        | I tormenti di Shay             | 26 settembre 2017  | 24 marzo 2019   |
| 4       | Episode 4        | Visioni                        | 3 ottobre 2017     | 24 marzo 2019   |
| 5       | Episode 5        | Una sorpresa per Woody         | 10 ottobre 2017    | 31 marzo 2019   |
| 6       | Episode 6        | Una casa affollata             | 17 ottobre 2017    | 31 marzo 2019   |
| 7       | Episode 7        | Addio al celibato              | 24 ottobre 2017    | 7 aprile 2019   |
| 8       | Episode 8        | Oggi sposi                     | 24 ottobre 2017    | 7 aprile 2019   |
| Parte 2 |                  |                                |                    |                 |
| 9       | Episode 9        | L'amore dopo l'amore           | 14 agosto 2018     | 14 aprile 2019  |
| 10      | Episode 10       | L'addestramento                | 21 agosto 2018     | 14 aprile 2019  |
| 11      | Episode 11       | Il campeggio                   | 28 agosto 2018     | 21 aprile 2019  |
| 12      | Episode 12       | I ragazzi sono ragazzi         | 4 settembre 2018   | 21 aprile 2019  |
| 13      | Episode 13       | La Repubblica Popolare di Weld | 11 settembre 2018  | 28 aprile 2019  |
| 14      | Episode 14       | Fantasmi del passato           | 18 settembre 2018  | 28 aprile 2019  |
| 15      | Episode 15       | Elezioni a Weld                | 25 settembre 2018  | 5 maggio 2019   |
| 16      | Episode 16       | La vita va avanti              | 2 ottobre 2018     | 5 maggio 2019   |